# Personalización de imágenes
La personalización de imágenes se refiere a la puesta en escena de textos personalizados en imágenes de manera fotorrealista mediante el retoque fotográfico.
Mediante el acceso a un banco de datos se puede automatizar muchas versiones para el mismo o distintos motivos. La utilización va desde correo electrónico masivo, folletos, calendarios o portadas de revistas. En el tema del marketing directo, la personalización de imágenes ha conllevado una gran responsabilidad hasta ahora. Este proceso puede emplearse para una posterior impresión, sin el riesgo de perder resolución en el proceso de retoque. Para el caso de impresiones digitales se puede emplear una personalización para cada uno de los ejemplares, no obstante para el caso de la impresión offset la cual se imprime en serie sin la posibilidad de variación en cada ejemplar.
Por medio del acceso a un portal Web es posible también generar una personalización de imágenes para el usuario final, y este último puede enviarlo como E-Card.